# Grădinar

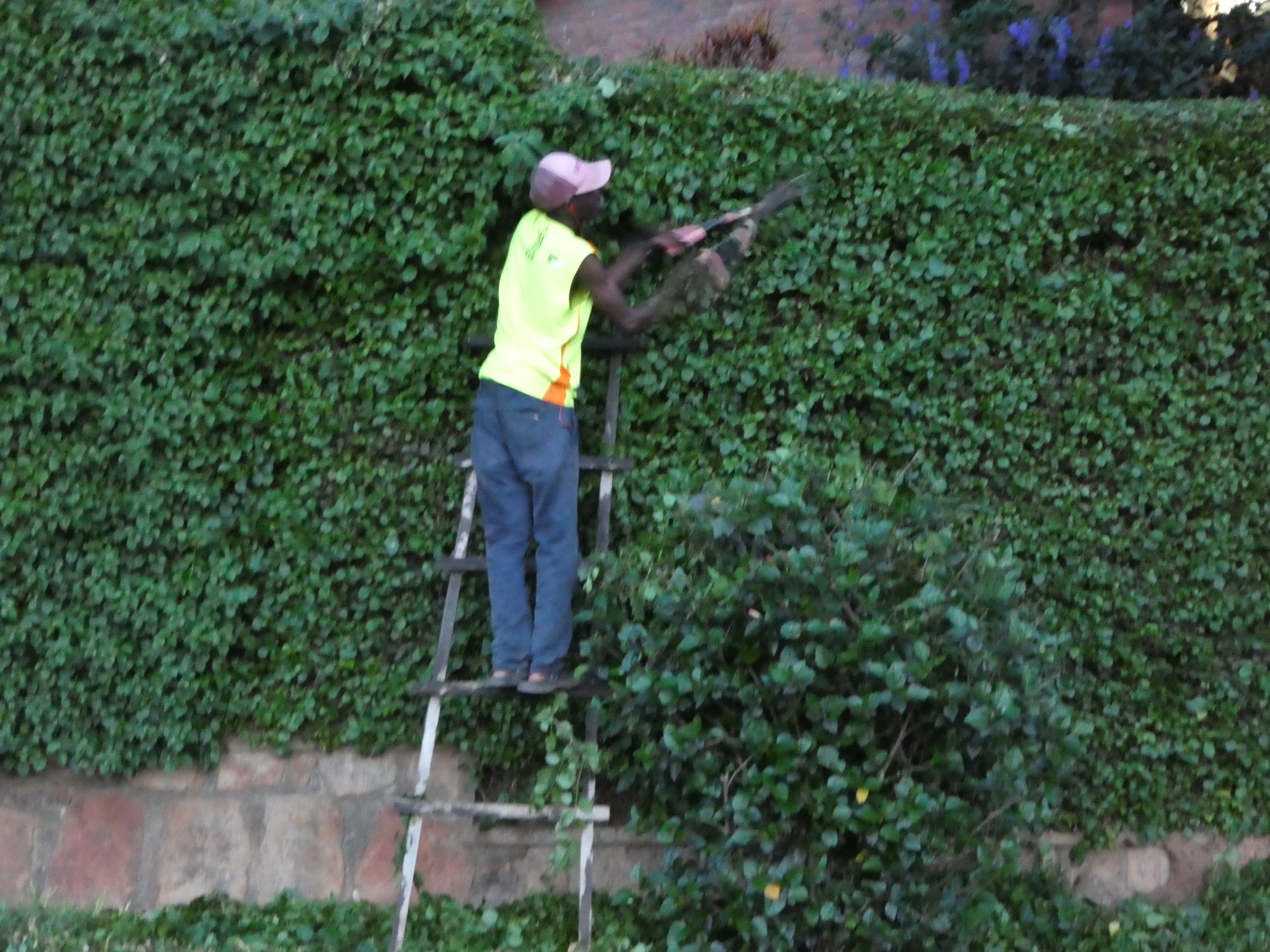
Grădinar

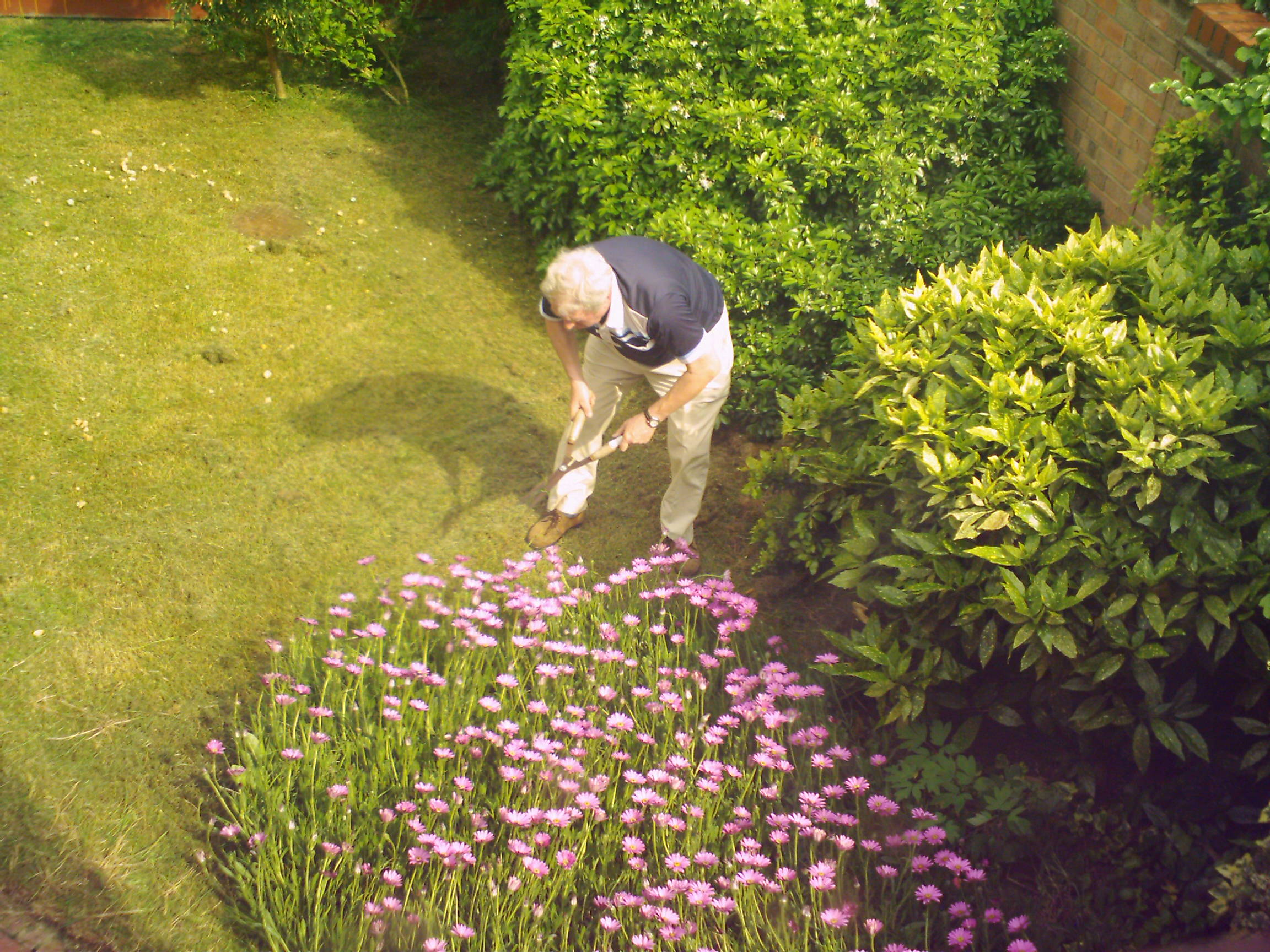
Grădinar

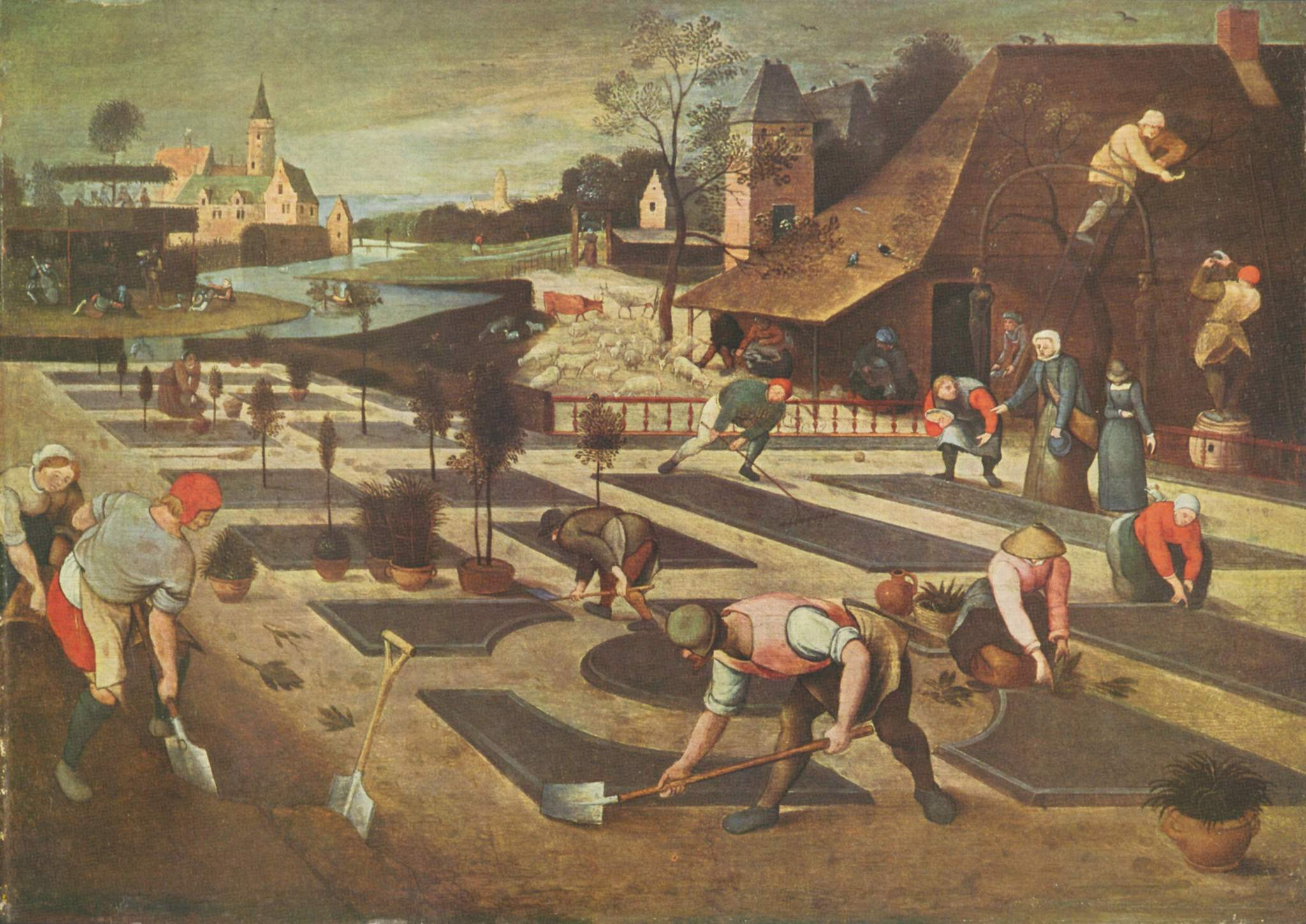
Der Herbst (Abel Grimmer 1607)

Grădinarul reprezintă persoana care practică grădinăritul și tot ce presupune munca în grădină, de la pregătirea terenului și până la cultivarea, întreținerea plantelor cultivate, recoltare și valorificare sub diverse forme.

## Ocupație
Meseria unui grădinar este aceea de a cultiva și de a îngriji tot felul de legume, ciuperci, flori, plante decorative și arbuști.

## Obligații
Printre obligațiile unui grădinar se includ:
- pregătirea manuală a terenului prin cultivat prin săpare, greblare, însămânțare etc.
- fertilizarea
- însămânțarea și plantarea răsadurilor
- plantarea și întreținerea pomilor fructiferi și arbuștilor decorativi
- culegerea fructelor
- protejarea plantelor contra dăunătorilor și bolilor
- plantarea și întreținerea gazonului pe terenurile de sport
- tunderea anumitor arbuști și tufe decorative
- prestarea unor activități de manipulare și livrare.

## Locații și condiții
Munca se desfășoară într-o serie largă de locații, începând cu sere, terenuri agricole, grădini și parcuri și uneori în baze sportive. Munca implică timp petrecut foarte mult în aer liber, dar și lucrul în sere și în spații închise.

## Instrumente și echipamente
Cel mai des folosite sunt uneltele de grădinărit, cum sunt cazmale, hârlețe, lopeți, sape, roabe și prășitoare motorizate, cultivatore și alte utilaje, cum sunt tractoarele, fierăstraiele electrice, pulverizatoare și aruncătoare de substanțe contra dăunatorilor și, mai presus de toate, propriile mâini.